# Сали, Радуан
Радуан Сали (араб. رضوان صالحي‎; род. 18 декабря 1967) — тунисский футболист, выступавший на позиции вратаря за сборную Туниса.

## Клубная карьера
Радуан Сали начинал и провёл всю свою карьеру футболиста в тунисском клубе «Этуаль дю Сахель» (с 1986 по 2001 год). Он быстро преуспел в конкуренции за место основного голкипера команды и впоследствии даже выполнял роль капитана. Вместе с командой Сали в 1996 году выиграл Кубок Туниса, а в следующем году — чемпионат. Кроме того, «Этуаль дю Сахель» с Сали добыл ряд трофеев на континентальном уровне, дважды выигрывая Кубок КАФ (в 1995 и 1997 годах) и по одному разу Кубок обладателей кубков КАФ (в 1997 году) и Суперкубок КАФ (в 1998 году).

## Карьера в сборной
16 декабря 1994 года Радуан Сали дебютировал за сборную Туниса, выйдя в основном составе в домашней товарищеской игре с Алжиром. Он был включён в состав сборной Туниса на трёх Кубках африканских наций: 1994 года в Тунисе, 1998 года в Буркина-Фасо и 2000 года в Гане и Нигерии, а также на чемпионат мира 1998 во Франции. Но на всех этих турнирах Сали играл роль резервного вратаря и на поле в их рамках так и не вышел.

## Достижения
«Этуаль дю Сахель»
- Чемпион Туниса (1): 1996/97
- Обладатель Кубка Туниса (1): 1995/96